# Eric Horvitz

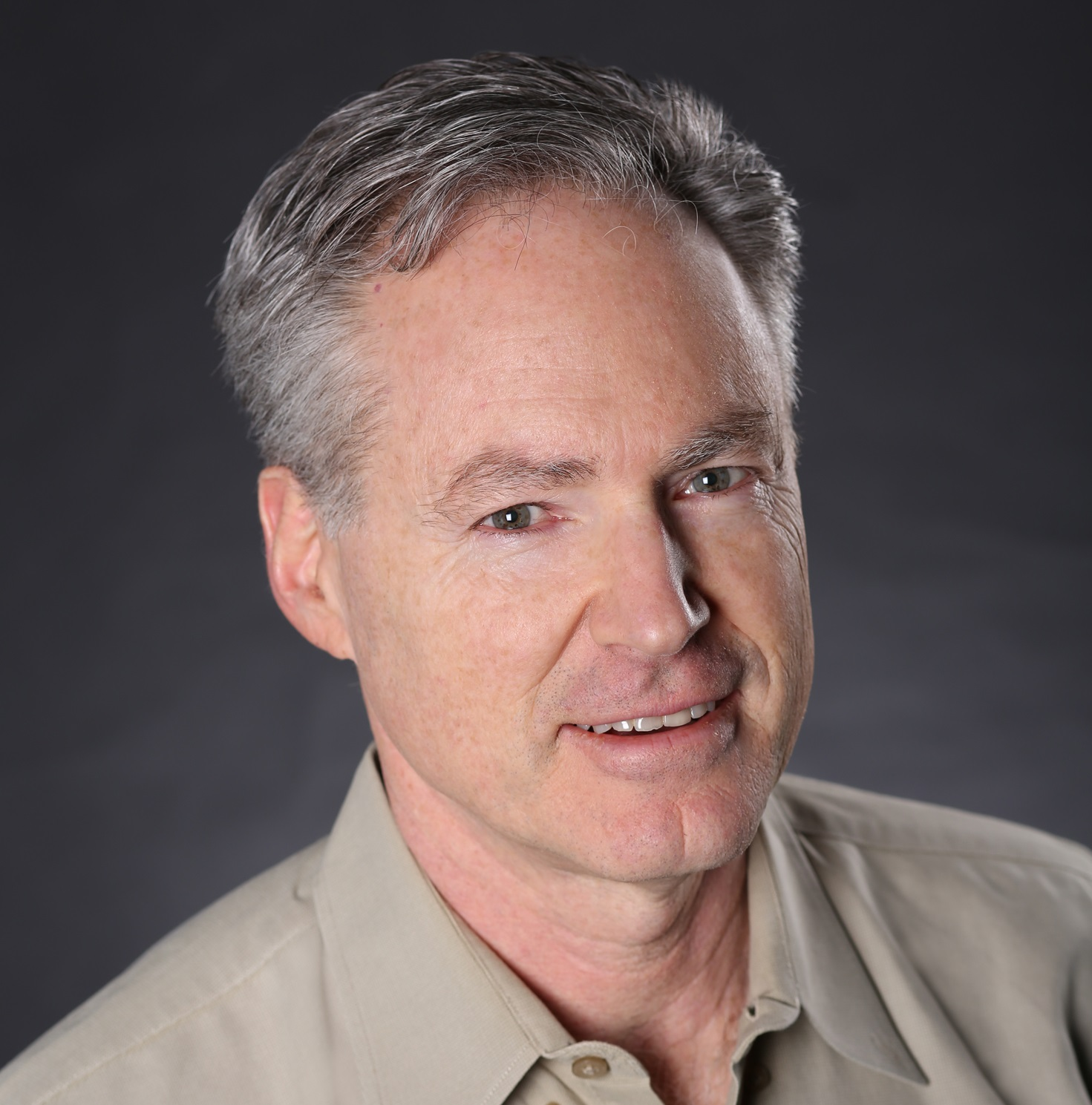
Eric Horvitz

Eric Joel Horvitz är en amerikansk datavetare, forskare och författare som jobbar på Microsoft. Horvitz har forskat inom bl.a. artificiell intelligens, e-handel, maskininlärning och bioinformatik.